# Substrat Alcalí Dispers
El Substrat Alcalí Dispers (DAS de l'anglès Disperse Alkaline Substrate), és un mètode de descontaminació d'aigües amb problemes de metalls pesants. El substrat alcalí dispers va ser testat inicialment a les aigües contaminades de la Faixa Pirítica Ibèrica. El substrat consisteix en un substrat inert, format per estelles de fusta, barrejades amb material alcalí de mida fina (generalment sorra calcària). Això permet una precipitació mineral que generalment fixa els metalls contaminants dins de la seva estructura.